# 福州地铁6号线
福州地铁6号线，又称福州市轨道交通6号线，标识色为“海丝蓝”，是中华人民共和国福建省福州市的一条城市轨道交通线路，一期线路于2022年8月28日开通运营。

## 简介
福州地铁6号线作为福州主城与滨海新城轨道交通联系骨干线，总体呈东西走向。线路全长36.636公里，设站21座。途经三江口、长乐、滨海新城等组团，是城市东扩发展战略的保障项目，引向城市沿江向海发展，引导和支持长乐、滨海地区开发建设。线路起自林浦路与潘墩路路口，经原福厦高速连接线、三江口片区、在建道庆洲大桥、长乐营航、鹤上、万寿片区，最后沿规划道路到达位于东南大数据产业园区的国际学校。线路分两期工程建设：
- 一期：起于潘墩站，终于万寿站，线路全长31.346公里，其中地下线长23.916公里，过渡段长0.670公里，高架线长6.760公里。一期线路共设站16座，其中高架站1座、地下站15座。[7]
- 二期东调段：起于万寿站（不含），终于十八孔闸站，线路全长5.549公里。东调段共设站5座，其中5座车站皆为地下站。2022年7月动工建设。[7][8][9]

福州地鐵6號線路線圖

## 车站
| 6号线                                  |          |              |                    |        |               |                |
| 车站名称                               | 英文名称 | 与前站距(米) | 换乘线路           | 所在地 | 启用时间      | 车站类型       |
| 潘墩                                   |          | 不適用       | 不適用             | 仓山区 | 2022年8月28日 | 地下岛式站台   |
| 林浦                                   |          | 682          | █ 4号线            | 仓山区 | 2022年8月28日 | 地下岛式站台   |
| 樟岚                                   |          | 2390         | 不適用             | 仓山区 | 2022年8月28日 | 地下岛式站台   |
| 梁厝                                   |          | 2524         | █ 1号线            | 仓山区 | 2022年8月28日 | 地下双岛式站台 |
| 下洋                                   |          | 628          | █ 1号线            | 仓山区 | 2022年8月28日 | 地下岛式站台   |
| 营前                                   |          | 6427         | 不適用             | 长乐区 | 2022年8月28日 | 高架岛式站台   |
| 航城                                   |          | 2166         | 不適用             | 长乐区 | 2022年8月28日 | 地下岛式站台   |
| 郑和                                   |          | 1338         | 不適用             | 长乐区 | 2022年8月28日 | 地下岛式站台   |
| 十洋                                   |          | 842          | 不適用             | 长乐区 | 2022年8月28日 | 地下岛式站台   |
| 吴航                                   |          | 1421         | 不適用             | 长乐区 | 2022年8月28日 | 地下岛式站台   |
| 鹤上                                   |          | 1272         | 不適用             | 长乐区 | 2022年8月28日 | 地下岛式站台   |
| 沙京                                   |          | 1172         | 不適用             | 长乐区 | 2022年8月28日 | 地下岛式站台   |
| 莲花                                   |          | 2283         | 不適用             | 长乐区 | 暂缓开通      | 地下岛式站台   |
| 下吴                                   |          | 1334         | 不適用             | 长乐区 | 2022年8月28日 | 地下岛式站台   |
| 壶井                                   |          | 920          | 不適用             | 长乐区 | 暂缓开通      | 地下岛式站台   |
| 万寿                                   |          | 1367         | 不適用             | 长乐区 | 2022年8月28日 | 地下岛式站台   |
| 6号线东调段                            |          |              |                    |        |               |                |
| 万沙·滨海三中                          |          | 923          | 不適用             | 长乐区 | 预计2026年    | 地下岛式站台   |
| 滨海中央商务区                         |          | 1466         | █ 滨海快线（在建） | 长乐区 | 预计2026年    | 地下岛式站台   |
| 沙尾                                   |          | 677          | 不適用             | 长乐区 | 预计2026年    | 地下岛式站台   |
| 文武砂·国际学校                        |          | 780          | 不適用             | 长乐区 | 预计2026年    | 地下岛式站台   |
| 十八孔闸                               |          | 1765         | 不適用             | 长乐区 | 预计2026年    | 地下侧式站台   |
| 註釋                                   |          |              |                    |        |               |                |
| - 所有以斜体标识的线路和车站均未开通。 |          |              |                    |        |               |                |
| 论 编                                  |          |              |                    |        |               |                |

## 建设进程
- 2015年12月31日，国家发展和改革委员会批复了包括新建福州地铁4号线、5号线、6号线在内的《福州市城市轨道交通第二期建设规划（2015～2021年）》[10]。
- 2015年8月21日，福州地铁6号线启动第一次环评工作[11]。
- 2016年7月，6号线各车站陆续启动勘探工作，作为与1号线同台换乘车站的梁厝站进入土建施工[12]。
- 2016年8月18日，公路与地铁6号线共建的道庆洲大桥工程可行性研究报告获省发改委批复，建设工期为4年[13]。
- 2016年9月2日，省发改委批复了《福州市轨道交通6号线工程可行性研究报告》[14]。
- 2016年9月6日，长乐市政府单方面计划将地铁6号线长乐段原先15个站点调整为10个，调减的5个站点分别为十洋、鹤上、壶井、尚迁、仙岐[15]，随后地铁公司在群众诉求中对该调整计划予以否认[16]。
- 2016年11月30日，福州地铁在林浦站举行开工仪式，6号线正式动工[17]。
- 2017年10月13日，省发改委批复了《福州市轨道交通6号线工程初步设计》[18]。
- 2017年12月25日，下吴站（工程名：滨海新城站）与营前站封顶，系6号线首批封顶的车站[19][20]。
- 2018年1月17日，6号线下吴站（工程名：滨海新城站）至壶井站的左线区间盾构始发，系全线首个开工的盾构区间[21]。
- 2018年6月26日，下吴站（工程名：滨海新城站）至莲花站区间右线贯通，系6号线首个贯通的区间[22]。
- 2018年7月19日，福州市发改委对外公示《福州市城市轨道交通第二期建设规划调整（2015～2022年）》，其中6号线万寿至机场段被取消，调整为万寿至国际学校（现十八孔闸站）段[6]。
- 2018年10月28日，下吴站（工程名：滨海新城站）至莲花站区间左线贯通，系6号线首个双线贯通的区间[23]。
- 2019年5月20日，6号线营前站屋盖钢结构封顶。同日，航城站至郑和站区间2号联络通道开挖[24]。
- 2019年5月28日，6号线跨乌龙江的道庆洲大桥主墩下部结构完成施工，转入水上施工[25]。
- 2019年8月9日，6号线横港车辆段主体工程完工[2]。
- 2021年3月8日，6号线长乐段（营前至万寿）开始空载试运行。
- 2022年3月15日，6号线一期全线（潘墩至万寿）正式空载试运行[26]。
- 2022年7月5日，6号线东调段开工[9]。
- 2022年7月29日，6号线一期通过初期运营前安全评估，具备开通初期运营条件[27]。
- 2022年8月25日起，为迎接6号线开通，福州市长乐区优化601、612快线、613、615、616、617、618、619、620、622、624、628、633、636、637路等15条公交线路[28]。
- 2022年8月26日至28日，6号线开展为期3天的试乘活动[29]。
- 2022年8月28日，6号线一期（潘墩至万寿）正式开通。[3]

## 运营
6号线共分两期建设，其中一期（潘墩至万寿）已于2022年8月28日开通运营，二期（万寿至十八孔闸）计划于2027年开通运营。

### 运营时间
6号线的运营时间为每天的06:30–23:12。

#### 首末班车时刻表
| 往万寿方向 | 往万寿方向 | 车站 | 往潘墩方向 | 往潘墩方向 |
| 首班车     | 末班车     |      | 首班车     | 末班车     |
| ---------- | ---------- | ---- | ---------- | ---------- |
| 06:30      | 22:30      | 潘墩 | 07:12      | 23:12      |
| 06:32      | 22:32      | 林浦 | 07:10      | 23:10      |
| 06:35      | 22:35      | 樟岚 | 07:07      | 23:07      |
| 06:38      | 22:39      | 梁厝 | 07:04      | 23:03      |
| 06:40      | 22:41      | 下洋 | 07:02      | 23:01      |
| 06:48      | 22:49      | 营前 | 06:54      | 22:53      |
| 06:51      | 22:52      | 航城 | 06:51      | 22:50      |
| 06:53      | 22:54      | 郑和 | 06:48      | 22:48      |
| 06:55      | 22:56      | 十洋 | 06:46      | 22:45      |
| 06:58      | 22:59      | 吴航 | 06:44      | 22:43      |
| 07:01      | 23:02      | 鹤上 | 06:41      | 22:40      |
| 07:03      | 23:04      | 沙京 | 06:39      | 22:38      |
| 07:08      | 23:09      | 下吴 | 06:34      | 22:33      |
| 07:12      | 23:12      | 万寿 | 06:30      | 22:30      |

### 行车安排
6号线现时全天采用潘墩至万寿单一交路。
自2023年7月8日起，6号线工作日高峰期（07:00–09:00、17:00–19:00）及休息日平峰期（06:30–22:00）的行车间隔为7分50秒；工作日平峰期（06:30–07:00、09:00–17:00、19:00–22:00）的行车间隔为9分20秒；工作日及休息日低峰期（22:00–22:30）的行车间隔为10分钟。

### 编组
6号线采用B型车4节编组，预留远期6节编组扩编条件。

### 运营事件
因应2022年10月-11月福州市疫情防控需要，2022年10月30日，6号线全天行车间隔调整为15分钟、运营服务时间调整为06:30-21:30。11月2日，6号线潘墩、林浦、樟岚、梁厝、下洋等5个车站暂停运营服务。11月24日，6号线全线车站恢复正常运营。
因受疫情影响，2022年12月26日，6号线全天行车间隔调整为10分钟。12月28日，6号线全天行车间隔调整为15分钟，其中高峰期将根据客流情况适当加开列车，行车间隔约为8至15分钟。2023年1月4日，6号线全天行车间隔调整为10分钟。1月7日，6号线全线恢复正常行车间隔。

## 事记

### 取消万寿至机场段
根据中国国家发展改革委批复的《福州市城市轨道交通第二期建设规划》中近期建设规划显示：6号线工程自会展中心至长乐机场站，线路长40.5公里， 设站20座，投资277.16亿元，规划建设期为2015～2019年。但根据之后国家发展改革委于2020年7月8日发布的《国家发展改革委关于调整福州市城市轨道交通第二期建设规划方案的批复》文件中显示：6号线工程万寿站至福州长乐机场段调整为万寿站经滨海新区CBD至国际学校站。在此之后，6号线便不能直达机场，而需待6号线二期东调段建成后，于滨海中央商务区站换乘F1线前往福州长乐国际机场。

### 一期计划分段运行
受在建道庆洲大桥工程进度影响，大桥公轨共线段按2020年11月底、2020年12月底和2021年5月底分三阶段移交地铁铺轨。而后，地铁公司决定将6号线一期分为长乐段和仓山段两段开通。其中长乐段（营前至万寿）计划于2021年8月开通运营，仓山段（潘墩至营前）计划于2022年10月开通运营。最后未果。

### 列车编组缩编
福州地铁6号线列车编组由B型车6节编组调整为B型车4节编组。6号线在原工可与初设的批复中，均按照6节编组B型车规划设计建设。受路由调整和土地开发的影响，6号线途径长乐区域的客流量有限，故采取“6改4”的缩编方案。

### 一期两站点暂缓开通
因6号线一期的莲花站、壶井站周边尚未开发建设、客流相对较小，计划在地铁开通初期甩站运营，后续车站开通时间根据周边客流情况适时调整。